# Thomas Winklhofer
Thomas Winklhofer (ur. 30 grudnia 1970 w Seekirchen am Wallersee) – austriacki piłkarz występujący na pozycji obrońcy, reprezentant Austrii w latach 1993–2001.

## Kariera klubowa
Karierę piłkarską Winklhofer rozpoczął w klubie SV Seekirchen 1945. Następnie został zawodnikiem Casino Salzburg. W austriackiej Bundeslidze zadebiutował 15 sierpnia 1989 w zremisowanym 0:0 wyjazdowym spotkaniu ze SK Sturm Graz.
W 1989 roku Winklhofer przeszedł do klubu FC Swarovski Tirol. W Swarovskim zadebiutował 31 sierpnia 1991 w wygranym 4:2 wyjazdowym meczu z SK Vorwärts Steyr. Był to jego jedyny mecz w barwach Swarovskiego.
Latem 1992 Winklhofer wrócił do Casino Salzburg. W sezonie 1992/93 został wicemistrzem Austrii. W sezonach 1993/94 i 1994/95 wywalczył mistrzostwo kraju. W kwietniu i maju 1994 wystąpił w obu przegranych 0:1 meczach finału Pucharu UEFA z Interem Mediolan.
Na początku 2001 roku Winklhofer przeszedł do 1. FC Saarbrücken. W niemieckiej drugiej lidze swój debiut zanotował 28 stycznia 2001 w wygranym 1:0 wyjazdowym meczu ze SpVgg Greuther Fürth. W Saarbrücken grał do końca sezonu 2001/02.
W 2002 roku Winklhofer wrócił do SV Salzburg, zwanej później Red Bull Salzburg. W sezonie 2005/06 został z Red Bullem wicemistrzem, a w sezonie 2006/07 – mistrzem kraju. W sezonie 2009/10, ostatnim w karierze, grał w klubie TSV Neumarkt.
| Sezon   | Klub               | Kraj    | Rozgrywki     | Mecze | Bramki |
| ------- | ------------------ | ------- | ------------- | ----- | ------ |
| 1988/89 | Casino Salzburg    | Austria | Bundesliga    | 1     | 0      |
| 1989/90 | FC Swarovski Tirol | Austria | Bundesliga    | 0     | 0      |
| 1990/91 | FC Swarovski Tirol | Austria | Bundesliga    | 0     | 0      |
| 1991/92 | FC Swarovski Tirol | Austria | Bundesliga    | 1     | 0      |
| 1992/93 | Casino Salzburg    | Austria | Bundesliga    | 22    | 0      |
| 1993/94 | Casino Salzburg    | Austria | Bundesliga    | 25    | 0      |
| 1994/95 | Casino Salzburg    | Austria | Bundesliga    | 31    | 2      |
| 1995/96 | Casino Salzburg    | Austria | Bundesliga    | 33    | 2      |
| 1996/97 | Casino Salzburg    | Austria | Bundesliga    | 31    | 2      |
| 1997/98 | SV Salzburg        | Austria | Bundesliga    | 28    | 0      |
| 1998/99 | SV Salzburg        | Austria | Bundesliga    | 28    | 0      |
| 1999/00 | SV Salzburg        | Austria | Bundesliga    | 30    | 1      |
| 1990/91 | SV Salzburg        | Austria | Bundesliga    | 20    | 2      |
| 2000/01 | 1. FC Saarbrücken  | Niemcy  | 2. Bundesliga | 10    | 0      |
| 2001/02 | 1. FC Saarbrücken  | Niemcy  | 2. Bundesliga | 22    | 0      |
| 2002/03 | SV Salzburg        | Austria | Bundesliga    | 28    | 0      |
| 2003/04 | SV Salzburg        | Austria | Bundesliga    | 31    | 1      |
| 2004/05 | SV Salzburg        | Austria | Bundesliga    | 27    | 0      |
| 2005/06 | Red Bull Salzburg  | Austria | Bundesliga    | 27    | 0      |
| 2006/07 | Red Bull Salzburg  | Austria | Bundesliga    | 7     | 0      |
| 2009/10 | TSV Neumarkt       | Austria | Regionalliga  | 2     | 0      |

## Kariera reprezentacyjna
W reprezentacji Austrii Winklhofer zadebiutował 27 października 1993 w zremisowanym meczu eliminacji do Mistrzostw Świata 1994 z Izraelem, rozegranym w Ramat Gan. W swojej karierze grał też w eliminacjach do Euro 96, do Euro 2000 i do MŚ 2002. Od 1993 do 2001 roku rozegrał w reprezentacji 20 meczów.